# Dog (film uit 2022)
Dog is een Amerikaanse komische drama/roadfilm uit 2022, geregisseerd door Channing Tatum en Reid Carolin, die beiden hun regiedebuut maken met deze film, gebaseerd op een verhaal van Carolin en Brett Rodriguez. Tatum speelt de hoofdrol als een legercommandant die de militaire hond van zijn overleden vriend naar zijn begrafenis moet brengen. In de film spelen ook Jane Adams, Kevin Nash, Q'orianka Kilcher, Ethan Suplee, Emmy Raver-Lampman en Nicole LaLiberte een bijrol. De film werd geproduceerd door Free Association met een budget van 15 miljoen dollar.
De film werd op 18 februari 2022 in de Verenigde Staten uitgebracht door United Artists Releasing. De film kreeg over het algemeen positieve recensies van critici, die Tatums regie en acteerwerk prezen. Ook was de film een succes aan de kassa, met een wereldwijde opbrengst van 85 miljoen dollar.

## Verhaallijn
Jackson Briggs, een voormalige Amerikaanse legerranger die lijdt aan PTSS, probeert te solliciteren voor een rotatiepositie in Pakistan, maar wordt vanwege een hersenletsel ongeschikt geacht voor dienst. Hij krijgt te horen dat zijn vriend en voormalige partner, Riley Rodriguez, de avond ervoor is omgekomen bij een auto-ongeluk. De ochtend na een herdenkingsdienst voor Rodriguez in een plaatselijke bar wordt Briggs naar Fort Lewis geroepen voor een speciale opdracht. Hij moet Riley's legerhond, Lulu, een vrouwelijke Belgische Mechelaar met een geschiedenis van agressief gedrag, brengen naar zijn begrafenis in Nogales, Arizona. Daarna moet hij haar naar White Sands brengen, waar ze zal worden geëuthanaseerd. Briggs twijfelt aanvankelijk, maar stemt toch toe als zijn voormalige compagniescommandant, kapitein Jones, belooft een aanbeveling te maken voor hem voor de rotatiepositie.
Onderweg stopt Briggs bij een schietbaan. Lulu wordt gestoord door het geluid van geweerschoten, het doet haar denken aan haar militaire ervaringen. Ze ontsnapt uit haar kooi en vernielt de binnenkant van zijn Ford Bronco uit 1984. Gefrustreerd verstopt Briggs kalmeringsmiddelen in een hotdog, waardoor Lulu in slaap valt nadat ze de hotdog heeft opgegeten. In Portland, Oregon, probeert Briggs vrouwen te versieren in een bar, maar de meeste vrouwen worden afgestoten door zijn brutale persoonlijkheid. Buiten ontmoet hij twee vriendinnen, Bella en Zoe, die hem uitnodigen voor een trio bij hen thuis. Als Briggs binnen is, raakt Lulu in paniek en begint te blaffen, wat de aandacht trekt van een buurman. De buurman denkt dat ze het slachtoffer is van mishandeling en slaat het raam in om haar uit de auto te bevrijden, maar ze valt hem meteen aan. Briggs rent naar buiten en trekt ze uit elkaar, maar Bella en Zoe zijn geschokt door het schouwspel en zetten Briggs aan de deur.
De volgende ochtend, als ze op de Pacific Coast Highway rijdt, springt Lulu uit de achterbak van de auto, waardoor Briggs gedwongen wordt te stoppen en haar door een nabijgelegen bos te achtervolgen. Ze stuiten op een marihuanaplantage in het bos, waar Briggs door de eigenaar van de plantage, Gus, wordt gedrogeerd met verdovingsmiddelen. Hij wordt wakker vastgebonden aan een stoel in de schuur, maar hij weet te ontsnappen. Hij wordt herenigd met Lulu, die haar poot heeft verwond en wordt behandeld door Tamara, de vrouw van Gus. Briggs en Gus verzoenen zich door het boek "I Love Me" van Lulu te bekijken, dat foto's bevat van haar diensttijd tijdens de oorlog in Afghanistan. Nadat Lulu verzorgd is, geeft Tamara Briggs een spirituele lezing voordat Briggs en Lulu hun reis voortzetten.
In San Francisco kaapt Briggs een gratis hotelkamer weg door zich voor te doen als een blinde veteraan, met Lulu als zijn blindengeleidehond. Briggs neemt haar mee naar zijn kamer en geeft haar een bad. Hij probeert de kamer zonder haar te verlaten, maar Lulu blaft totdat Briggs toegeeft en haar meeneemt. In de lobby valt Lulu, als gevolg van haar militaire training, een man uit het Midden-Oosten aan, Dr. Al-Farid, en Briggs wordt gearresteerd voor een haatmisdrijf. Op het politiebureau wordt Briggs in een line-up geplaatst en biedt hij zijn excuses aan aan Al-Farid. Al-Farid belooft geen aanklacht in te dienen, op voorwaarde dat Briggs professionele hulp zoekt voor zijn gedrag. Als ze Lulu uit het asiel halen, legt de arts uit dat haar gedrag wijst op angst. In Los Angeles probeert Briggs zijn vervreemde 3-jarige dochter Sam te bezoeken, maar zijn vrouw Niki staat dat niet toe. Briggs bezoekt vervolgens Noah, een voormalige legercommandant die Lulu's broer Nuke heeft geadopteerd en gerehabiliteerd. Noah leert Briggs hoe hij een band met Lulu kan opbouwen op een manier die zij begrijpt, waardoor hij een diepere band met haar kan opbouwen.
Nadat ze weggaan bij Noah gaat de auto kapot tijdens een onweersbui, waardoor Briggs en Lulu in een verlaten schuur moeten schuilen. Daar vinden ze een oude casettespeler en kijken ze samen naar oude videos van Lulu tijdens haar missies in het leger. Dit markeert het begin van de vriendschap tussen Briggs en Lulu. De volgende ochtend liften Briggs en Lulu naar Nogales, net op tijd voor de begrafenis. Briggs blijft bij haar om haar kalm te houden tijdens het traditionele geweersaluut. Later, als Briggs zijn vrachtwagen laat repareren, belt hij Jones en vertelt hem dat de toestand van Lulu is verbeterd,  Jones geeft er geen gehoor aan. Briggs rijdt de woestijn in en moedigt Lulu aan om weg te rennen. Als dat niet lukt, overnachten ze in een motel. Briggs krijgt 's nachts een paniekaanval en daarna een beroerte, maar Lulu kalmeert hem.
's Ochtends brengt Briggs Lulu naar White Sands, waar ze geëuthaniseerd zou worden, maar hij verandert van gedachten als hij ziet dat ze in paniek raakt. Hij rijdt terug naar de poort, neemt Lulu mee en rijdt met haar weg. Maanden later schrijft Briggs een brief aan haar, waarin hij onthult dat hij haar heeft geadopteerd. Hij bedankt haar voor het redden van zijn leven voor hem een beter mens te maken, als Niki hem meeneemt om zijn dochter, Sam te ontmoeten.
- Channing Tatum als Jackson Briggs
- Jane Adams als Tamara
- Kevin Nash als Gus
- Q'orianka Kilcher als Niki
- Ethan Suplee als Noah
- Emmy Raver-Lampman als Bella
- Nicole LaLiberte als Zoe
- Luke Forbes als kapitein Jones
- Ronnie Gene Blevins als Keith
- Aqueela Zoll als Callan
- Junes Zahdi als Dr. Al-Farid
- Amanda Booth als Tiffany
- Cayden Boyd als korporaal Levitz

Eric Urbiztondo verschijnt als Riley Rodriguez op foto's. Lulu wordt gespeeld door drie identieke Belgische Mechelse herdershonden genaamd Britta, Zuza en Lana, terwijl Nuke wordt gespeeld door een Belgische Mechelse herder genaamd Sam. Komiek Bill Burr maakt een niet-genoemde cameo-vertoning als politieagent uit San Francisco.

## Productie
De film is geïnspireerd op een echte roadtrip die regisseur Channing Tatum maakte met zijn stervende hond, een pitbull- mix die ook Lulu heette, nadat bij haar  kanker was vastgesteld in 2018. Tatum vertelde Yahoo! News : "Toen ik mijn laatste roadtrip met mijn puppy maakte, [ervoer ik] dat gevoel van 'Er is niets dat ik kan doen. Er is niets meer te doen. Je moet het gewoon accepteren en dankbaar zijn voor de tijd die je hebt gekregen en weten dat ze hier niet voor altijd horen te blijven. Ik moet doorgaan en zij moet ergens anders heen."  Tatums hond stierf op 19 december 2018, en de film is opgedragen aan haar nagedachtenis. Tatum beschreef het filmmaakproces als 'cathartisch' en vertelde Forbes : 'Het gaf me veel perspectief op wat ze voor me betekende, wat haar doel was in dit leven dat we samen hadden.' 
Op 5 november 2019 werden Tatum en Reid Carolin aangekondigd als de regisseurs. Beiden maken ze hun regiedebuut op basis van een script dat Carolin samen met Brett Rodriguez schreef. Tatum en Carolin zouden ook als producenten optreden, naast Peter Kiernan en Gregory Jacobs, via Tatum en Carolins productiebedrijf Free Association. Tatum, Carolin en Rodriguez werkten eerder al samen als uitvoerende producenten aan War Dog: A Soldier's Best Friend (2017), een HBO- documentaire die de relatie tussen soldaten en hun militaire werkhonden onderzocht. Op 2 maart 2020 verwierf Metro-Goldwyn-Mayer de Noord-Amerikaanse distributierechten voor de film.
Naast het feit dat hij de film mede-regisseert, speelt Tatum ook de hoofdrol. Op 15 november 2019 werd aangekondigd dat de opnames midden 2020 zouden beginnen. De film werd gefilmd in Valencia en Lancaster, Californië, tijdens de COVID-19-pandemie . In december 2020 werd Q'orianka Kilcher aan de cast toegevoegd. Componist Thomas Newman componeerde de muziek voor Dog .

## Uitgave

### Bioscoop
De film zou oorspronkelijk op 12 februari 2021 in de Verenigde Staten uitkomen, door Metro-Goldwyn-Mayer, maar werd uitgesteld tot juli vanwege de COVID-19-pandemie. Later werd onthuld dat de datum 16 juli zou zijn. Uiteindelijk werd het opnieuw uitgesteld tot 18 februari 2022.

### Marketing
Volgens iSpot spendeerde United Artists Releasing 16,3 miljoen dollar aan televisiespots die 1,17 miljard impressies genereerden. De film werd met name gepromoot op Fox News, CBS, TLC, NBC en ABC in programma's als de Olympische Winterspelen, de NFL, herhalingen van Friends en Hannity. Volgens het socialmediabedrijf RelishMix was er vóór de opening al sprake van 81,9 miljoen digitale gekendheid-hits op Facebook, Twitter, YouTube en Instagram. De 45,6 miljoen volgers van Tatum op sociale media werden gezien als een belangrijke factor in de box office-prestaties van de film.

### Thuismedia
De film werd digitaal uitgebracht op 11 maart 2022, gevolgd door een Blu-ray- en dvd-release op 10 mei 2022 door Warner Bros. Home Entertainment . De film werd op 16 september 2022 uitgebracht op Amazon Prime Video, 210 dagen na de bioscooprelease.

## Onthaal

### Kassa
Dog bracht $ 61,8 op miljoen in de Verenigde Staten en Canada, en $23,2 miljoen in andere gebieden, voor een wereldwijd totaal van $ 85 miljoen.  
In de Verenigde Staten en Canada werd Dog uitgebracht naast Uncharted en The Cursed, en de verwachtingen waren dat de film in het openingsweekend $ 6-11 miljoen zou opbrengen in 3.677 bioscopen, en $ 7,5-14 miljoen tijdens de vierdaagse Presidents' Day- vakantie.  De film bracht op de eerste dag 5 miljoen dollar op, waarvan 1,26 miljoen dollar op Valentijnsdag (14 februari) en previews op donderdagavond. De opening overtrof de verwachtingen en bracht in drie dagen $ 14,9 miljoen op en in het vierdaagse weekend $ 17,4 miljoen, waarmee de film op de tweede plaats eindigde in de box office, na Uncharted . Het totale publiek tijdens de opening bestond voor 54% uit vrouwen, 73% uit mensen ouder dan 25, 53% uit mensen ouder dan 35 en 37% uit mensen ouder dan 45. De film bracht in zijn tweede weekend 10,2 miljoen dollar op, waarmee hij op de tweede plaats bleef staan, na Uncharted . Later verdiende het $ 6,1 miljoen in zijn derde, $ 5,2 miljoen in zijn vierde, $ 4 miljoen in zijn vijfde, $ 2,1 miljoen in zijn zesde, $ 1,3 miljoen in zijn zevende, en $ 514.606 in zijn achtste weekend. De film viel in zijn negende weekend uit de top tien van de box office en eindigde op de twaalfde plaats met een opbrengst van $ 143.811.

### Kritische reacties

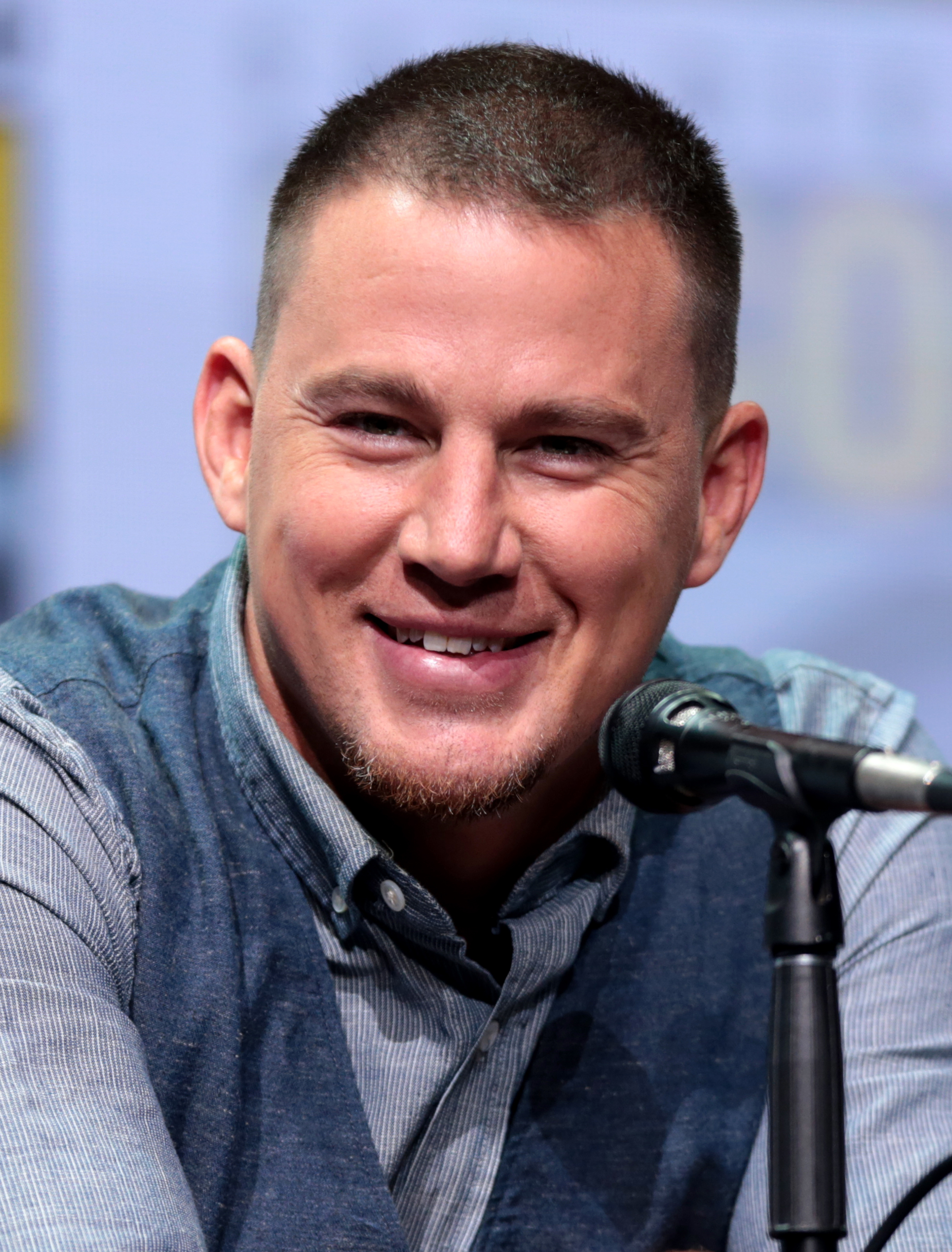
Channing Tatum kreeg lovende kritieken voor zijn optreden en regie.

Op de film- en seriereviewwebsite Rotten Tomatoes kreeg Dog een gemiddelde rating van 6.2/10, met 77% van de 158 critici's reviews die positief lezen. De consensus op de website leest: "Dog's dramatische soort ('breed') is ver van exotisch, maar het stevige verhalende skelet ('bones') en een goed getrainde ('well-trained') werk van co-director/ster Channing Tatum zorgen voor een ophalende ('fetching') kijkervaring." Metacritic, die een gewogen gemiddelde gebruikt, gaf de film een score van 61 op 100, gebaseerd op 33 critici, wat slaat op "over het algemeen gunstige" reviews. Publieke opini bij  CinemaScore gaf de film een gemiddelde score van  "A−" op een A+ tot F schaal, terwijl het publiek bij PostTrak gemiddeld een 82% positieve score gaf, waarvan 66% zeiden dat ze de film zeker zouden aanraden. Sommige critici vonden de categorisering als 'komedie' onjuist.

## Muziek
De partituur werd gecomponeerd door Thomas Newman . Er werd geen officiële soundtrack bij de film uitgebracht. De film bevat muziek die onder licentie is uitgebracht door artiesten als Kurt Vile, A Tribe Called Quest en Anderson. Paak, My Morning Jacket, Alabama Shakes, John Prine en Kenny Rogers . Season Kent werd vermeld als muzieksupervisor voor de film en was als enige verantwoordelijk voor het selecteren van alle nummers die in de credits werden vermeld.